# Crypsinus incisocrenatus
Crypsinus incisocrenatus là một loài thực vật có mạch trong họ Polypodiaceae. Loài này được (Ching ex W.M. Chu & S.G. Lu) X. Cheng mô tả khoa học đầu tiên năm 2005.